# Jean Georges de Hohenzollern
Le prince Jean Georges de Hohenzollern (en allemand : Johann Georg Carl Leopold Eitel-Friedrich Meinrad Maria Hubertus Michael von Hohenzollern), né le 31 juillet 1932 au château de Sigmaringen, et mort le 2 mars 2016 à Munich, est un membre de la maison de Hohenzollern et un historien de l'art.

## Biographie
Familièrement surnommé « Hansi », il est le sixième enfant et troisième fils de Frédéric de Hohenzollern et de Marguerite de Saxe, fille du dernier roi de Saxe Frédéric-Auguste III.
De 1991 à 1998, il est directeur général des « Bayerischen Staatsgemäldesammlungen » à la pinacothèque de Munich ; ensuite il devient directeur des Musées Nationaux de Bavière, puis de la Kunsthalle à Munich.
Jean Georges de Hohenzollern meurt, à l'âge de 83 ans, à Munich, le 2 mars 2016.

## Famille et descendance
Le prince Jean Georges se marie civilement à Stockholm le 25 mai 1961 et religieusement à Sigmaringen le 30 mai 1961 avec la princesse Birgitte de Suède, née au château de Haga à Stockholm le 19 janvier 1937, fille du prince Gustave Adolphe de Suède, duc de Västerbotten et de la princesse Sibylle de Saxe-Cobourg et Gotha et petite-fille du roi Gustave VI Adolphe de Suède. Le couple vit séparément depuis 1990. Tandis que Jean Georges demeure à Munich, son épouse réside à Majorque, où elle meurt le 4 décembre 2024. 
Trois enfants sont issus de cette union :
- Carl Christian (né le 5 avril 1962 à Munich), épouse en 1999 Nicole Neschitsch (Nešić), née en 1968, dont un fils : Nicolas né en 1999.
- Désirée (née le 27 novembre 1963 à Munich), épouse en 1990 (divorcés en 2002) Heinrich zu Ortenburg, né en 1956, puis en 2004 Eckbert von Bohlen und Halbach, né en 1956.
- Hubertus (né le 10 juin 1966 à Munich), épouse en 2000 Ute Maria König, née en 1964, dont deux enfants : Lennart né et mort en 2001 et Vivianne née en 2009.